# Denis Prychynenko
Denis Prychynenko (Potsdam, 17 febbraio 1992) è un calciatore tedesco naturalizzato ucraino, difensore o centrocampista del Lokeren-Temse.